# Rosa García Rayego
Rosa García Rayego (Córdoba, 1953) es una escritora, poeta y filóloga española profesora del Departamento de Estudios Ingleses y directora del Instituto de Investigaciones Feministas de la Universidad Complutense de Madrid desde 1999 hasta 2008.

## Biografía
En 1989 Rayego se doctoró en Filología Inglesa y desde 1993 es Profesora Titular en la Universidad Complutense de Madrid.
Desde 1999 hasta 2008 fue directora del Instituto de Investigaciones Feministas de la Universidad Complutense donde dirigió cursos centrados todos ellos en literatura angloamericana, abarcando los géneros de poesía, teatro y narrativa escrita por mujeres en el siglo XX. 
Desde 2013 es colaboradora de "Poetas en la radio"  un programa de Radio UNED dedicado a poetas españolas del siglo XX y XXI. Como investigadora ha coeditando antologías de poesía española e inglesa visibilizando y reivindicando las aportaciones de mujeres en el campo poético español con antologías como Huerga y Fierro editores, ed. (2016). 20 con 20, diálogos con mujeres poetas. ISBN 9788494558290.
Ha publicado artículos en revistas y libros en torno a literatura escrita por mujeres.  
Algunos de sus Libros publicados son:
- De mujeres, identidades y poesía. Horas y Horas. 1999. ISBN 978-84-87715-78-5.

- Voces e imágenes en el teatro del siglo XX. Dramaturgas angloamericanas. Complutense Asoc-Prensa. 2003. ISBN 978-84-7491-695-9.
- Las damas negras. Novela policiaca escrita por mujeres. 2011. ISBN 8424512375.

Algunos de sus Poemarios:
- Aburre el propio gesto. Madrid: Palas Atenea, 1996.
- “Perfiles Variables” en Un respiro de arena. Vindicación Feminista. 1996.
- Y siempre las horas. Ojo de Pez. Ciudad Real: 2000.
- Después de tantos años. Madrid: Endymion, 2005. De sombras. Madrid: Devenir, 2009.
- Mar interior (poetas de Castilla-La Mancha, Antología);Edición crítica de Miguel Casado, 2002.
- Mejor volver al mar. Obra reunida(1996-2009), Córdoba: 2010.
- Aquí pez, allí roca. Aranjuez: Doce Calles, 2014.
- García Rayego, Rosa. Dentro de tu voz. Antología poética 1996-2014. Huerga y Fierro Editores. ISBN 9788494727467.[6]

Traducciones en las que ha participado:
- Enciclopedia Internacional de las mujeres. Edición especial para el ámbito hispanohablante, Madrid: 2000.

(Routledge International Encyclopedia of Women by Cheris Kramarae and Dale Spender -five volumes-).